# والتر إس. جراف
والتر إس. جراف (بالإنجليزية: Walter S. Graf)‏ هو طبيب أمريكي، ولد في 15 يوليو 1917 في نيويورك في الولايات المتحدة، وتوفي في 18 أكتوبر 2015.